# Richard Geaves
Richard Lyon Geaves (* 6 de mayo de 1854 - † 21 de marzo de 1935) fue un futbolista inglés reconocido por ser el primer mexicano (de nacimiento) en jugar en el extranjero. Se desempeñaba como delantero lateral y jugó para el Clapham Rovers.
Geaves nació en México, y se educó en la Harrow School y el Caius College (Universidad de Cambridge) y sirvió en el Yorkshire Regiment, donde pronto lograría el rango de capitán.
Su partido de debut fue el 6 de marzo de 1875, jugando los 90 minutos en un partido amistoso contra Escocia, él representando a Inglaterra, el encuentro terminaría empatado a 2 tantos por bando. Entre sus clubs se encuentran Harrow School, Cambridge University, Clapham Rovers, Old Harrovians (alumni de Harrow).